# Liste des évêques de Minna
Liste des évêques de Minna
(Dioecesis Minnaensis)

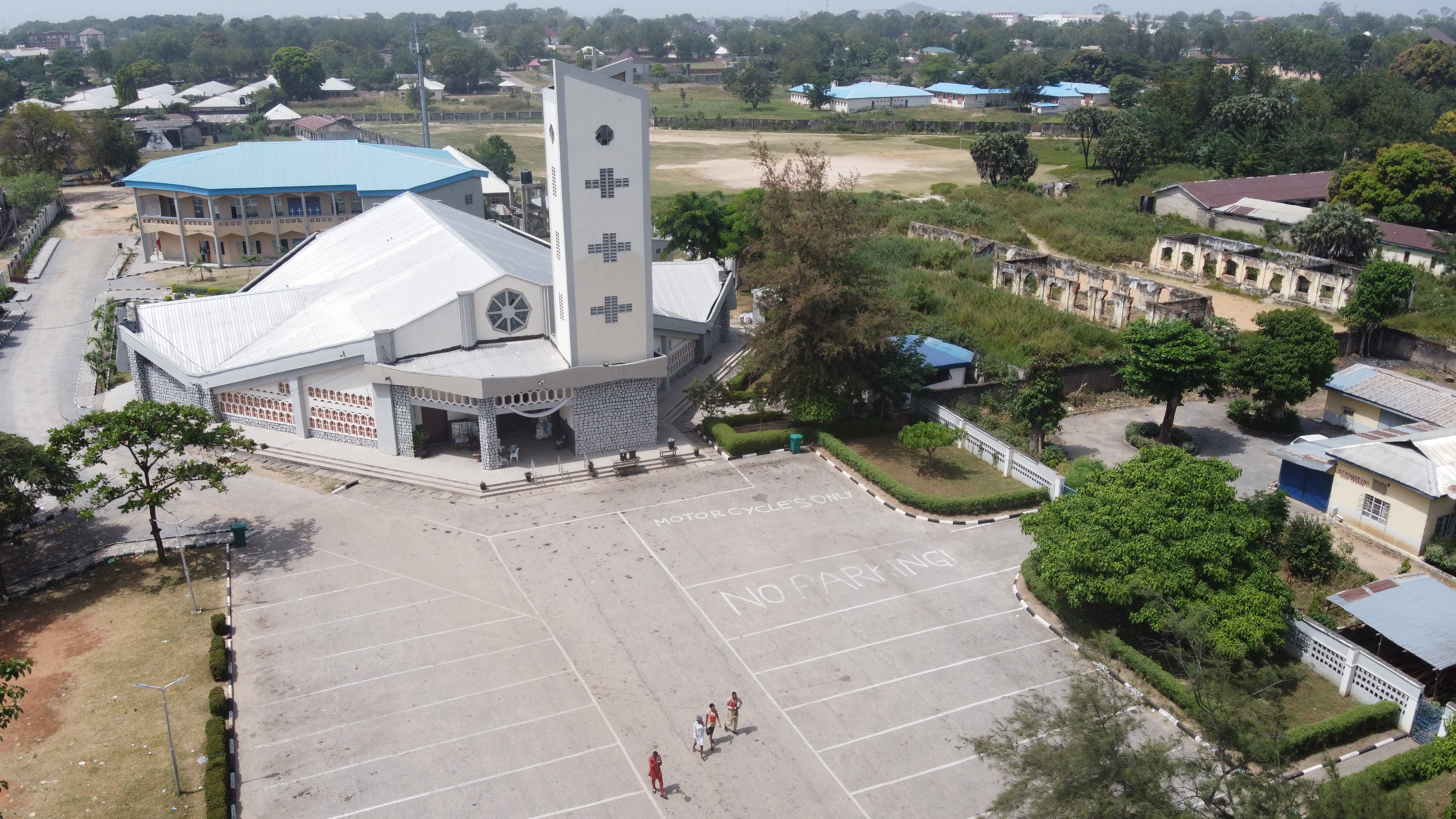
Église catholique Saint-Michel de Minna

La préfecture apostolique nigériane de Minna est créée le 9 novembre 1964 par détachement de l'archevêché de Kaduna.
Elle est érigée en évêché le 17 septembre 1973.

## Est préfet apostolique
- 25 novembre 1964-17 septembre 1973 : Edmund Fitzgibbon (Edmund Joseph Fitzgibbon)

## Puis sont évêques
- 17 septembre 1973-5 juillet 1996 : Christopher Abba (Christopher Shaman Abba)
- depuis le 5 juillet 1996 : Martin Uzoukwu (Martin Igwe Uzoukwu)

## Sources
- L'Annuaire Pontifical, sur le site http://www.catholic-hierarchy.org, à la page